# ناقل الإيثرنت
ناقل الإيثرنت (بالإنجليزية: Carrier Ethernet)‏ هو مصطلح تسويقي لملحقات تقنية إيثرنت التي تٌستخدم لتمكين مزودات شبكات الاتصالات لتقديم خدمات إيثرنت للزبائن واستخدام هذه التقنية والاستفادة من مزاياها عند طرف الزبون.

## خلفية عامة
لتقنية إيثرنت تاريخ طويل في قطاع الشبكات الحاسوبية. حيث أصبحت هذه التقنية شيئاً فشيئاً مهيمنة على مستوى الشبكات الحاسوبية الكبيرة (Enterprise). أدت هذه الهيمنة لظهور مكونات شبكية (أجهزة) ذات إنتاجية عالية، والتي بدورها سمحت بانخفاض شديد في تكلفة نقل المعلومات بصيغة البت. تتمتع هذه التقنية أيضاً بسهولة وسلاسة التطور، فهي لم تقف عند حد معين منذ اكتشافها حتى الآن مما أدى إلى استمرار هيمنتها وتداولها في سوق الشبكات الحاسوبية، بل والاعتماد عليها بشكل كلي تقريباً في بناء غالبية الشبكات الحاسوبية في العالم. بدءاً من اعتمادها على الكابل محوري (بالإنجليزية: coaxial cable)‏ بنقل البيانات، استطاعت هذه التقنية تطوير نفسها لتشمل اعتمادها أيضاً على تقنيات مثل الألياف البصرية (بالإنجليزية: Optical fiber)‏ بالإضافة إلى الاتصالات اللاسلكية (بالإنجليزية: wireless physical media)‏. مع استمرار التطور التكنولوجي، تابعت معدلات سرعة نقل البيانات الارتفاع بشكل كبير، وقد أصبح كل ارتفاع يعادل 10 أضعاف السرعة السابقة. استطاعت تقنية إيثرنت التماشي مع هذا التطور الهائل بمعدلات سرعة نقل البيانات، وأصبح يتم استخدامها في معظم الحواسيب والمخدمات بصيغة الواجهات Giga Ethernet)، وفي المكونات الشبكية التي تمثل العمود الفقري لشبكة حاسوبية، قدمت تقنية الإيثرنت واجهات 10Gigabit/s Ethernet interface نظراً للحاجة إلى معدل نقل بيانات عالي في مثل هذه الأجزاء من الشبكات الحاسوبية.
في عامي 2010 و2011 أطلقت تقنية الإيثرنت واجهات تستطيع نقل البيانات بسرعة (100Gigabit/s)، وهو ما سيعتبر في المستقبل القريب معدل بطيء.
تٌعزى هيمنة تقنية الإيثرنت على مستوى الشبكات الحاسوبية إلى حاجة القطاعات الاقتصادية إلى اعتماد صيغة موحدة وبسيطة لنقل البيانات بأعلى معدل وأخفض تكلفة. وعلى جانب آخر ساهمت سهولة اقحام أي مكون شبكي يعتمد على هذه التقنية في أية شبكة حاسوبية أيضاً بشكل كبير في هيمنتها، وذلك بالاستفادة من ميزة بسيطة، وهي أن معظم المفاهيم المفتاحية التي يجب على أية أجهزة شبكية تبادلها والاتفاق عليها قبل المباشرة بنقل البيانات، تم إدماجها فعلاً لتعمل بشكل شبه تلقائي عند القيام بتوصيل هذه الأجهزة أو المكونات الشبكية مع بعضها. أمثلة على هذه المفاهيم والتي تسمى في عالم الشبكات بروتوكولات الاتصالات والتي تساعد على إتمام كل الاتصالات الشبكية، بروتوكول الشجرة الممتدة (بالإنجليزية: STP : Spanning Tree Protocol)‏.
لقد تم عبر تاريخ الشبكات الحاسوبية ابتكار العديد من بروتوكولات الاتصالات وأنواع الكابلات الشبكية، في محاولة لمنافسة أسعار ومزايا تقنية الايثرنت. كان دافع هذه الاختراعات الوحيد هو تخفيض كلفة نقل البيانات بشكل عام، وخصوصاً نقل البيانات بتقنية الايثرنت، عن طريق خلق التنافسية في سوق تكنولوجيا الاتصالات. وقد أدى انخفاض أسعار تقنية الايثرنت نسبياً لاحقاً إلى تلاشي هذا التنافس واتجاه جميع التقنيات الشبكية إلى استخدام ايثرنت بشكل شبه حصري.
ايثرنت هو بروتوكول اتصال بسيط إلى حد كبير وتم تطويره العديد من المرات ليتلاءم مع معدلات نقل بيانات عالية جداً تضاعفت مسبقاً مئات آلاف المرات منذ بدء العمل بتقنية ايثرنت. وبهذا يكون بروتوكول ايثرنت لاءم نفسه ليحقق المتطلبات المتزايدة لسوق تقنيات الاتصالات.
مع مرور الوقت تزايد الاعتماد على واجهات ايثرنت (Ethernet Interfaces) من قبل مستخدمي الشبكات المحلية (LAN) لتوفير الاتصال بالشبكات ذات النطاق الواسع (WAN) بشكل مباشر وبشكل غير مباشر بالاتصال أولاً عبر واجهات ايثرنت بتقنيات وسيطة مثل (DSL) أو (Wireless). وبذلك أصبح التعامل بهذه التقنية من قبل مستخدمي تقنيات الاتصالات مألوفاً للغاية وأصبحت الامكانيات التي يوفرها هذا البروتوكول مطلوبة في جميع الشبكات المحلية، علاوة على ذلك تزايدت مطالب سوق الشبكات الحاسوبية بتوفير هذه الامكانيات والخدمات، التي يقدمها بروتوكول الايثرنت للشبكات المحلية، لتصبح متاحة نفسها أيضاً في الشبكات متعددة المواقع. أي أن الشركات الكبرى أصبحت تريد الاستفادة من خدمات هذا البروتوكول ليس فقط في نطاق شبكتها المحلي، بل وفي مواقعها المتعددة في أماكن مختلفة قد لايمكن نظرياً، نظراً لتباعد المسافات، وصلها ببعضها عن طريق الكابلات الشبكية الخاصة بهذا البروتوكول. كأمثلة عن هذه الخدمات التي يحتاج مستخدمو الشبكات الحاسوبية لتوفرها عن بعد وفي عدة مواقع متباعدة تأتي خدمات الفيديو في المرتبة الأولى ترافقها خدمات الـ (Backup), والتي من غير العملي أن يتم تمديد أو تكبير هذه الشبكات المحلية لتشمل المواقع المتعددة من وجهة نظر تسويقية لأن هذا سيكون مكلف للغاية.

## روابط خارجية
- Metro Ethernet Forum, Carrier Ethernet & CE 2.0
- "Metro Ethernet Services - A Technical Overview" (PDF). مؤرشف من الأصل (PDF) في 2015-05-05.
- "Carrier Ethernet 2.0" (PDF). مؤرشف من الأصل (PDF) في 2014-04-30. (1412 كيبيبايت)
- "MEF 6.1" (PDF). مؤرشف من الأصل (PDF) في 2013-09-03. (472 كيبيبايت) - Metro Ethernet Services Definitions Phase 2)
- "MEF 6" (PDF). مؤرشف من الأصل (PDF) في 2014-07-05. (472 كيبيبايت) - Metro Ethernet Services Definitions Phase I - superseded by MEF 6.1)
- "MEF 10.1" (PDF). مؤرشف من الأصل (PDF) في 2012-07-29. (1720 كيبيبايت) - Ethernet Services Attributes Phase 2
- قالب:PPTlink
- Metro Ethernet Forum
- https://www.mef.net/Assets/Technical_Specifications/PDF/MEF_6.1.pdf

قالب:ايثرنت